# Eric Kahl
Eric Andre Kahl (Solna, 27 settembre 2001) è un calciatore svedese, difensore dell'Aarhus.

## Biografia
È nato in Svezia da padre svedese e madre di origine thailandese. Oscar, suo fratello maggiore, ha compiuto anch'egli tutto il percorso nelle giovanili dell'AIK, prima di approdare nel campionato thailandese.

## Caratteristiche tecniche
È un terzino sinistro che può anche ricoprire il ruolo di centrocampista esterno.

## Carriera

### Club
Cresce calcisticamente nell'AIK sin dall'età di quattro anni, compiendo tutta la trafila delle giovanili.
Il 17 ottobre 2019 viene promosso in prima squadra a seguito della firma di un contratto professionistico valido fino al 2022. Debutta ufficialmente il 28 giugno dell'anno successivo, quando viene schierato dal primo minuto nella quarta giornata dell'Allsvenskan 2020 pareggiata 2-2 in casa contro il Malmö FF. Mantiene poi il posto da titolare anche nel resto della stagione, sia sotto la guida del tecnico Rikard Norling che sotto quella del sostituto Bartosz Grzelak. Dopo aver saltato per infortunio le prime 8 giornate dell'Allsvenskan 2021 antecedenti alla pausa estiva, ha giocato tre partite di campionato prima di essere ceduto.
Il 24 luglio 2021, infatti, i danesi dell'Aarhus hanno acquistato Kahl (il quale ha firmato un quinquennale) per una cifra che i media hanno quantificato intorno ai 15 milioni di corone svedesi, circa 1,5 milioni di euro.

### Nazionale
Ha giocato nella nazionale svedese Under-21.

## Statistiche
Statistiche aggiornate al 1º gennaio 2021.

### Presenze e reti nei club
| Stagione        | Squadra         | Campionato      | Campionato | Campionato | Coppe nazionali | Coppe nazionali | Coppe nazionali | Coppe continentali | Coppe continentali | Coppe continentali | Altre coppe | Altre coppe | Altre coppe | Totale | Totale | Totale |
| Stagione        | Squadra         | Comp            | Pres       | Reti       | Comp            | Pres            | Reti            | Comp               | Pres               | Reti               | Comp        | Pres        | Reti        | Pres   | Reti   |        |
| --------------- | --------------- | --------------- | ---------- | ---------- | --------------- | --------------- | --------------- | ------------------ | ------------------ | ------------------ | ----------- | ----------- | ----------- | ------ | ------ | ------ |
| 2020            | AIK             | A               | 26         | 0          | CS              | 1               | 0               |                    | -                  | -                  |             | -           | -           | 27     | 0      |        |
| Totale carriera | Totale carriera | Totale carriera | 26         | 0          |                 | 1               | 0               |                    | -                  | -                  |             | -           | -           | 27     | 0      |        |